# Metaemene annuligera
Metaemene annuligera là một loài bướm đêm trong họ Erebidae.